# جون غورلي
جون غورلي (بالإنجليزية: John Gourley)‏ هو موسيقي أمريكي، ولد في 12 يونيو 1981 في ويلو في الولايات المتحدة.

## وصلات خارجية
- جون غورلي على موقع ميوزك برينز (الإنجليزية)
- جون غورلي على موقع ديسكوغز (الإنجليزية)